# Rifugio Barba-Ferrero
Il Rifugio Barba-Ferrero a 2247 m  è uno dei rifugi situati all'interno del Parco Naturale dell'alta Valsesia, più precisamente sotto la Parete Valsesiana del Monte Rosa, di cui offre un ottimo punto di osservazione. 

## Accesso
Sono presenti 3 itinerari per raggiungerlo; due di questi sono larghi e comodi sentieri escursionistici, il terzo è più ripido e meno frequentato. Dal rifugio si possono effettuare moltissime ascensioni, e anche raggiungere 2 bivacchi a notevole altitudine: la Capanna Guglielmina e la Capanna Resegotti Inoltre attraverso il Passo del Turlo si può scendere a Macugnaga. 
Il panorama oltre che sul Rosa è vasto sulla valle sottostante si vedono chiaramente Monte Tagliaferro, Corno Bianco, Punta Grober, Cima Carnera e molte altre vette.